# La Cybernétique
Pour plus de détails, voir Fiche technique et Distribution.
La Cybernétique est un court métrage documentaire belge de 27 minutes, réalisé par Jean-Marie Piquint en 1964. Le conseiller scientifique est le professeur Georges R. Boulanger.

## Synopsis
La cybernétique, ses principes et ses premières applications présentés dans la perspective d'une troisième révolution industrielle, avec l'apparition de la  robotique. Après avoir résumé les principales étapes des révolutions de l'industrie et de la technique, jusqu'à l'apparition des ordinateurs, le  film expose les principes de l'homéostat de W. Ross Ashby. Celui-ci reproduit le phénomène de l'apprentissage propre aux organismes vivants par lequel ceux-ci réagissent aux circonstances extérieures pour assurer leur autonomie par rapport au milieu en assurant leur équilibre interne, ce que l'on appelle l'homéostasie. Ensuite, l'exposé présente la tortue électronique, réplique des machines de William Grey Walter appelées tortues de Bristol qui signaient les débuts de la robotique par la mécanisation du réflexe conditionné qui confère à ces machines une autonomie de comportement comparable au comportement du vivant, et cela sans intervention humaine. Réagissant selon le degré de chargement de leurs batteries, elles peuvent se mouvoir en fonction de sources lumineuses et se   recharger sans intervention humaine tout en disposant d'un système reproduisant le mécanisme de l'apprentissage par assimilation du son à la lumière selon le schéma du réflexe de Pavlov. Les prises de vues présentent divers aspects de la technologie du XXe siècle, anticipant sur leurs développements futurs. Des schémas animés complètent les images de la réalité pour expliciter les principes de la cybernétique.
Un demi-siècle après sa réalisation, ce film est encore utilisé par les tenants de l'École de Palo Alto en ce qu'il expose les principes de base de la communication qui sont intangibles.

## Fiche technique
- Production et réalisation : Jean-Marie Piquint
- Commentaires dit par Richard Muller
- Conseiller scientifique : Georges R. Boulanger, 1909-1982, (université de Bruxelles), président de l'Association internationale de Cybernétique, avec la collaboration du professeur i.r. H.Vuylsteke (université de Gand) pour la version en langue néerlandaise
- Vues réelles en noir et blanc : 35 mm, Gevaert filtrées en couleur Gévacolor
- Schémas animés en couleur : 35 mm, Gévacolor de Jean Coignon
- Collection de la cinémathèque du ministère de la Communauté française de Belgique

## Prix et récompenses
- Primo Premio Assoluto : Festival international du film scientifique de Vicence (1965)
- Prix spécial : Festival international du film industriel de Rouen (1965)
- Mention spéciale pour le traitement de la couleur : Festival international de Barcelone (1965)